# فؤاد الظاهري
فؤاد الظاهري (15 أكتوبر 1916 - 1 أكتوبر 1988) هو ملحن ومؤلف موسيقي مصري ينتمي إلى الجيل الثاني من مؤلفي الموسيقى المصريين.
ينتمي إلى العرق الأرمني واسمه فؤاد جرابيد بانوسيان.

## حياته
ولد فؤاد الظاهري في 15 أكتوبر 1916، وتخرج في مدرسة الفرير وحصل على شهادة الكفاءة، وقام برعايته أستاذ فلسطيني هو قسطندى الخورى، شجعه على تعلم عزف الكمان، ثم التحق فؤاد الظاهري بمعهد فؤاد الأول للموسيقى العربية، ودرس الكمان على الأستاذ البولندي اليكسندر كونتروفيتش وبعد تخرجه عين مدرس للأناشيد بوزارة المعارف، ثم عمل أستاذا للغناء الكورالي بمعهد الفنون المسرحية وقام في عام 1947 بتسجيل بعض أعماله الشهيرة لإذاعة الشرق الوسط وفي عام 1950 كتب عملا اسماه كونسير القانون والاوركسترا وعزفه الفنان القدير عبد الفتاح رجب وفي عام 1964 أضاف فؤاد الظاهري لهذا العمل حركة ثالثة وعزفه بصورته الجديدة الفنان سيد رجب وقد حاول الظاهرى في هذا العمل إيجاد نوع من التعايش بين آلة القانون والاوركسترا وبعد أن أصبح الفنان محمد حسن الشجاعي مراقبا للموسيقى في الإذاعة المصرية اتاح إمكانات كثيرة للموسيقيين الجدد، فكتب فؤاد الظاهري الكثير من الأعمال منها (صور موسيقية - أصداء موسيقية – متتاليات مصرية على ألحان شعبية – نداء الحرية – أسطورة وفاء النيل – أسطورة أوزوريس – تحطيم الغلال – الأرض الثائرة – رقصة فرعونية – المماليك – رقص أندلسية –شهرزاد – قافلة الحجاج – المولد - السندباد 
واستمر فؤاد الظاهري يشارك في الحياة الموسيقية سواء بموسيقاه أو بأعماله الغنائية.

## الجوائز
نال الظاهري عدة جوائز، منها:
- جائزة عن موسيقى فلم رد قلبي من مؤسسة دعم السينما 1959
- جائزة عن موسيقى الزوجة الثانية
- جائزة عن فلم أميرة حبي أنا (فيلم)
- جائزة عن طائر الليل الحزين 1977
- جائزة عن فلم الرجل الذي فقد ذاكرته عام 1983

وقد تميزت موسيقى فؤاد الظاهري بطابعها المصري الواضح المعالم، فقد أفاد من كل ما تعلمه من الموسيقى العالمية ووظفه لخدمة الموسيقى لمصرية المعاصرة وقد نجح فؤاد الظاهري في تحقيق هدفه إلى حد بعيد، وفي أول أكتوبر 1988 رحل فؤاد الظاهرى تاركاً تراثا موسيقيا ضخماً جاهد طوال حياته لتقديمه إلى الجماهير.
قام بتوزيع موسيقى أعمال غيره من الملحنين المصريين مثل:
سيد درويش:مختارات من أوبريت شهرزاد في فيلم أميرة حبي أنا – فصل من أوبريت كليوباترا لأحمد شوقي
داود حسني:-	قمر له ليالي – الجنيه الجنيه – الحلو نام – يا ليلة بيضا – نهار نادى
زكريا أحمد:-	يا حلاوة الدنيا – أوعى تكلمني – أوبريت (دولة الحظ)
محمد القصبجي:-	فلم عايدة – يا عشرة الماضي لأم كلثوم – قلبي دليلي لليلى مراد.
 محمد عبد الوهاب:-	المماليك – موكب النور – حبيبي الأسمر – أنا لك على طول – القمح
 أحمد صدقي:-	توزيع أوبريت ألف ليلة وليلة للكورال - أمجاد يا عرب وهو اللحن المميز لإذاعة صوت العرب.
 سيد مكاوي:-	فلم خللي بالك من زوزو وللمسرح القومي أوبريت الصفقة.
 محمد الموجي:أوبريت القرية الخضراء / فلم شوق لنادية الجندي.
بليغ حمدي:أغنية تخونوه - أغنية على حسب وداد قلبي.
كمال الطويل:-	شكوى – يا خالق الكون.
فريد الأطرش:-	موسيقي فلم زمان يا حب – فلم حبيب العمر (فيلم)، استعراض تصبح على خير.
رياض السنباطي:-	فلم لحن الوفاء (فيلم) (ثنائي غناء عبد الحليم وشادية – أوبريت مجنون ليلى لهيئة لإذاعة البريطانية.
محمود الشريف:-	مصرع كليوباترا – أوبريت ارض السلام – جميع أناشيده الحماسية – الراعي – تسابيح.
محمود كامل (الملحن):-برنامج أبناء الفنون إخراج السيد بدير وغناء فايدة كامل وعبد الحليم.
كتب الظاهرى لمسرح التلفزيون الموسيقي للأعمال التالية:
- العش الهادئ - إخراج نور الدمرداش
- قرية ظالمة – إخراج صلاح منصور
- الناس والبحر إخراج حسين كمال
- خان الخليلي إخراج حسين كمال

كتب الموسيقي التصويرية لكثير من المسلسلات التلفزيونية منها:
- العسل المر إخراج عبد المنعم شكري
- ابن الحتة إخراج يوسف مرزوق
- تاجر البندقية إخراج محمود السباع
- العمالقة محمود السباع
- الاعتراف أنور الشناوي
- البحر الأحمر عبد المنعم شكري

كتب للمسرح القومي الموسيقا التالية:
- سليمان الحلبي إخراج عبد الرحيم الزرقانى
- رجل عجوز عبد العزيز محمد
- بير السلم سعد أردش
- طيور الحب عبد العزيز محمد
- امرأة في الطريق 1958

## فيلموجرافيا
- الحموات الفاتنات - 1953
- صراع في الوادي - 1954
- الوحش - 1954
- في سبيل الحب - 1955
- معهد الرياضة والرقص - 1955
- إسماعيل يس يقابل ريا وسكينه - 1955
- شباب امرأة - 1956
- دليلة - 1956
- النمرود - 1956
- رصيف نمرة 5 - 1956
- صراع في الميناء - 1956
- أرضنا الخضراء - 1956
- بيت الله الحرام - 1957
- بورسعيد - 1957
- لا أنام - 1957
- رد قلبي - 1957
- الوسادة الخالية - 1957
- الجريمة والعقاب - 1957
- الفتوة - 1957
- المجد - 1957
- سواق نص الليل - 1958
- كهرمان - 1958
- هذا هو الحب - 1958
- المعلمة - 1958
- الطريق المسدود - 1958
- باب الحديد - 1958
- بين السماء والأرض - 1959
- صراع في النيل - 1959
- أنا حرة - 1959
- حب ودلع - 1959
- خلخال حبيبي - 1960
- بهية - 1960
- حب حتى العبادة - 1960
- قيس وليلى - 1960
- بداية ونهاية - 1960
- أبو أحمد - 1960
- زوجة من الشارع - 1960
- لوعة الحب - 1960
- مال ونساء - 1960
- نداء العشاق - 1960
- حياتي هي الثمن - 1961
- السبع بنات - 1961
- لماذا أعيش - 1961
- التلميذة - 1961
- عاصفة من الحب - 1961
- عودي يا أمي - 1961
- في بيتنا رجل - 1961
- دماء على النيل - 1962
- من غير ميعاد - 1962
- صراع الأبطال - 1962
- رابعة العدوية - 1963
- لا وقت للحب - 1963
- المراهقان - 1964
- الرسالة الأخيرة - 1964
- الابن المفقود - 1964
- الباحثة عن الحب - 1965
- أيام ضائعة - 1965
- هي والرجال - 1965
- الوديعة - 1965
- جدعان حارتنا - 1965
- صبيان وبنات - 1965
- شياطين الليل - 1966
- الحياة حلوة - 1966
- خان الخليلي - 1966
- القاهرة 30 - 1966
- الزوجة الثانية - 1967
- كرامة زوجتي - 1967
- عندما نحب - 1967
- كيف تسرق مليونير - 1968
- قنديل أم هاشم - 1968
- روعة الحب - 1968
- قصص - 1968
- جزيرة العشاق - 1968
- القضية 68 - 1968
- أفراح - 1968
- السيد البلطي - 1969
- يوميات نائب في الأرياف - 1969
- شيء من العذاب - 1969
- سبعة أيام في الجنة - 1969
- نص ساعة جواز - 1969
- حكاية من بلدنا - 1969
- نساء - 1969
- ربع دستة أشرار - 1970
- الحب الضائع - 1970
- أصعب جواز - 1970
- لسنا ملائكة - 1970
- دلال المصرية - 1970
- حياتي - 1970
- نحن لا نزرع الشوك - 1970
- سوق الحريم - 1970
- هروب - 1970
- الوادي الأصفر - 1970
- واحد في المليون - 1971
- فجر الإسلام - 1971
- شيء في صدري - 1971
- بلا رحمة - 1971
- الغضب - 1972
- خلي بالك من زوزو - 1972
- حب وكبرياء - 1972
- امتثال - 1972
- بنت بديعة - 1972
- الأضواء - 1972
- غدا يعود الحب - 1972
- أبو ربيع - 1973
- ليل وقضبان - 1973
- السكرية - 1973
- رجال لا يخافون الموت - 1973
- زمان يا حب - 1973
- الرجل الآخر - 1973
- غرباء - 1973
- السلم الخلفي - 1973
- أميرة حبي أنا - 1974
- امرأة عاشقة - 1974
- بدور - 1974
- بمبة كشر - 1974
- عجايب يا زمن - 1974
- لعنة امرأة - 1974
- ليالي لن تعود - 1974
- شهيرة - 1975
- ألو أنا القطة - 1975
- على من نطلق الرصاص - 1975
- بديعة مصابني - 1975
- أمواج بلا شاطئ - 1976
- أخواته البنات - 1976
- لا يا من كنت حبيبي - 1976
- شوق - 1976
- شلة الأنس - 1976
- دائرة الانتقام - 1976
- ما بعد الحب - 1976
- السقا مات - 1977
- ابنتي والذئب - 1977
- جنون الحب - 1977
- عذراء .. ولكن - 1977
- الحلوة والغبي - 1977
- حلوة يا دنيا الحب - 1977
- بص شوف سكر بتعمل إيه - 1977
- عندما يسقط الجسد - 1977
- شفيقة ومتولي - 1978
- امرأة في دمي - 1978
- سوزي بائعة الحب - 1978
- المليونيرة النشالة - 1978
- أيام العمر معدودة - 1978
- الأقمر - 1978
- القاضي والجلاد - 1978
- إبليس في المدينة - 1978
- ليلة لا تنسى - 1978
- أولاد الحلال - 1978
- خطيئة ملاك - 1979
- لعنة الزمن - 1979
- إسكندرية ليه - 1979
- حياتي عذاب - 1979
- دعوني أنتقم - 1979
- الملاعين - 1979
- قاهر الظلام - 1979
- يمهل ولا يهمل - 1979
- الأخرس - 1980
- أذكياء لكن أغبياء - 1980
- أبو البنات - 1980
- الأبالسة - 1980
- البنات عايزة إيه - 1980
- الحب وحده لا يكفي - 1981
- الوحش داخل الإنسان - 1981
- صراع العشاق - 1981
- مين يجنن مين - 1981
- القطط السمان - 1981
- بياضة - 1981
- أنا المجنون - 1981
- الشيطان يعظ - 1981
- أحترس نحن المجانين - 1981
- مرسي فوق مرسي تحت - 1982
- أشياء ضد القانون - 1982
- أرزاق يادنيا - 1982
- إعدام طالب ثانوي - 1982
- المحاكمة - 1982
- عشرة على باب الوزير - 1982
- جدعان باب الشعرية - 1983
- حادث النصف متر - 1983
- الاحتياط واجب - 1983
- وحوش الميناء - 1983
- درب الهوى - 1983
- مسعود سعيد ليه - 1983
- مرزوقة - 1983
- تجيبها كده تجيلها كده هي كده - 1983
- السطوح - 1984
- نعيمة فاكهة محرمة - 1984
- درب اللبانه - 1984
- فتوة درب العسال - 1985
- الفول صديقي - 1985
- الناس الغلابة - 1986
- كفر الطماعين - 1992
- اليتيم والحب - 1993
- يوسف وأسطورة النائم السابع - 1993
- أرزاق يا دنيا
- الزوجة الثانية
- رد قلبى
- شفيقة ومتولى
- صراع الأبطال
- لا أنام

## وصلات خارجية
- فؤاد الظاهري على موقع IMDb (الإنجليزية)
- فؤاد الظاهري على موقع الدهليز
- فؤاد الظاهري على موقع قاعدة بيانات الأفلام العربية
- فؤاد الظاهري على موقع قاعدة بيانات الفيلم (الإنجليزية)